# Nikołaj Pronin (polityk)
Nikołaj Iljicz Pronin (ros. Николай Ильич Пронин, ur. 1896 we wsi Mit'kino w guberni moskiewskiej, zm. 14 grudnia 1966 w Moskwie) – radziecki polityk, minister przemysłu używkowego ZSRR (1946-1949).
Od 1908 pomocnik tokarza, 1915 wcielony do rosyjskiej armii, od 1918 w Armii Czerwonej, 1919 wstąpił do RKP(b). Od 1922 w aparacie Centralnego Komitetu Wykonawczego ZSRR, 1933-1937 dyrektor fabryki w Moskwie, od maja 1938 zastępca, a od lutego 1941 I zastępca ludowego komisarza przemysłu spożywczego ZSRR. Od marca 1946 zastępca ministra przemysłu spożywczego ZSRR, od 15 lipca 1946 do 20 stycznia 1949 minister przemysłu używkowego ZSRR. Od stycznia 1949 I zastępca ministra przemysłu spożywczego ZSRR, od 1950 dyrektor zakładu piwowarskiego, a 1953-1965 dyrektor fabryki im. Lenina, następnie na emeryturze.